# Imposta (schermo)

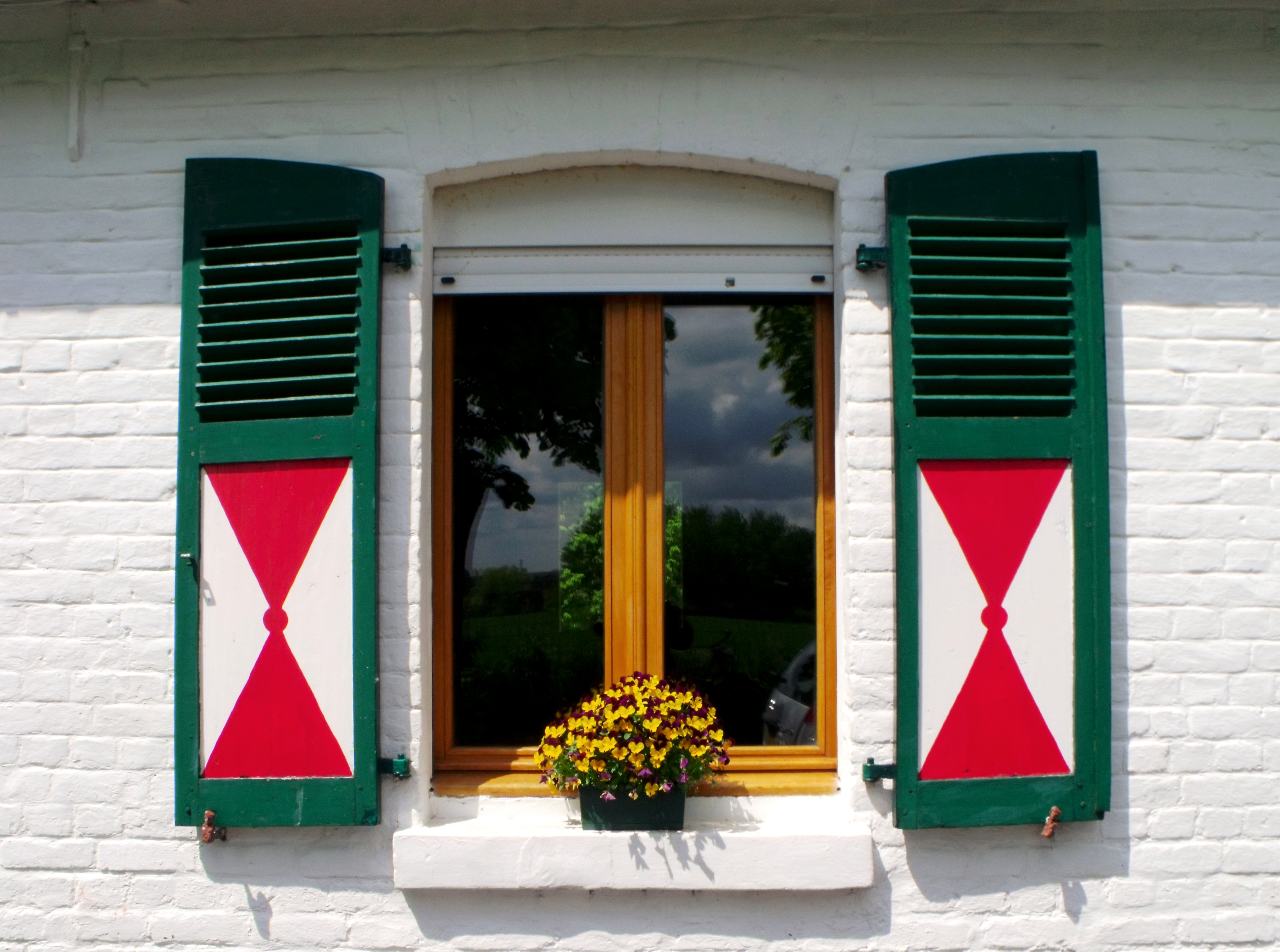
Un tipo di imposta mista, costituito da una persiana in alto e da un antone in basso. Si può notare anche la presenza di una persiana avvolgibile.

L'imposta è un tipo di schermo integrato nell'infisso, in particolare si tratta di uno schermo posto all'esterno del serramento stesso.
È costituita da una o più ante mobili; il movimento è a scorrimento laterale o verticale oppure di rotazione su asse verticale.
Le imposte hanno il compito di integrare le caratteristiche del serramento; in particolare l'imposta serve come deterrente anti-intrusione, per proteggere dalla luce solare (fino all'oscuramento) e dal calore, dai rumori molesti e dagli sbalzi termici.
Si dividono in antoni (o scuri), a superficie continua verticale, e in persiane, con tamponamento formato da elementi a lamelle inclinate a 45°, con movimento opzionale. In alcune zone d'Europa (Francia) si hanno esempi d'imposte miste.
Le imposte sono prodotte in legno, in profilati d'alluminio o PVC (antiurto); la tecnica è analoga a quella del serramento.